# 根本良一
根本 良一（ねもと りょういち、1937年（昭和12年）11月30日 - 2024年（令和6年）5月21日）は、日本の実業家・政治家。元矢祭町長。
町長在任中の平成10年代後半に全国規模で行われていた「平成の大合併」の真っ只中にあって、「血の雨が降る」とまで言われた昭和30年代の「昭和の大合併」後の地方の惨状を目の当たりにした自身の経験から、このままでは山村が見捨てられると危惧し全国の市町村に先駆けて合併しない宣言を行った。また、様々な町政改革を実行し地方自治体自立の先駆者として全国的に名を馳せた。元衆議院議員の田中康夫は尊敬の念を込めて「先生」と呼び慕っていた。

## 経歴
- 1937年（昭和12年）11月30日 - 福島県矢祭町に生まれる。
- 1956年（昭和31年） - 学校法人石川高等学校を卒業、高校3年の時父親を交通事故で失い、進学を断念し家業の家具店を継ぐ。
- 1983年（昭和58年）4月 - 町長初当選。
- 矢祭観光協会会長 就任。
- 1989年（平成元年）5月 - 東白川地方町村会長 就任（91年4月まで）。福島県町村会副会長 就任（91年5月まで）。
- 1996年（平成8年）8月 - 東白川地方町村会長 就任（99年4月まで）。
- 2001年（平成13年）10月 - 平成の大合併期に合併しない宣言を行う。その後、自立財政を目指し、猛烈な行政改革を断行した。
- 職員の削減、職員の職務兼務の推進などを断行（町長自ら役場の清掃を行う。清掃業者を排除しコスト削減につとめた）。
- 単なる切捨て型財政再建でなく、職員の意識改善により、町民への住民サービスは格段に向上した（町民の役所への届出は、職員自宅に届け出ることも可能）。
- 2003年（平成15年）3月 - 妻の病気に伴い、介護のため町長選挙への出馬を見送ろうとするも、町民が再出馬を熱望。役場に町長を直談判しに町民が大挙し、説得され再出馬し当選。
  - 10月7日 - 総務省は「矢祭町は住民基本台帳ネットワークシステムに参加しておらず、町長が住民基本台帳法に違反している」との理由により、「通算20年以上在職し、地方自治の発展に功労がある者」を対象にした、「市町村長総務大臣表彰」を、根本に授与しないことを決めた。
- 2007年（平成19年）4月17日 - 6期24年務めた町長を退職。その後は家具店の経営に復帰[1]。
- 2024年5月21日 - 福島県内の病院で死去。86歳没[2]。

## 出版物

### 著書
- 2003年（平成15年） - 『辺境の町が日本を動かした! - 矢祭町の新たなる地方分権への挑戦』 保母武彦（編著）  財界21 ISBN 4-901554-03-4

### 共編
- 2002年（平成14年） - 『合併しない宣言の町・矢祭』 石井一男（編著） 自治体研究社 ISBN 4-88037-355-9
- 2003年（平成15年） - 『「内省不疚」の心でまちをつくる - 福島・矢祭町 - 「合併しない宣言の町」の自立推進計画』 保母武彦（編著）  自治体研究社 ISBN 4-88037-394-X
- 2006年（平成18年） - 『元気な子どもの声が聞こえる町をつくる - 矢祭町=「合併しない町」の地域自立設計』 保母武彦（編著）  自治体研究社 ISBN 4-88037-451-2

### 関連書
- 2003年（平成15年） - 『分権の光 集権の影 - 続・地方分権の本流へ』 日本評論社 ISBN 4-535-51340-6
- 2010年（平成22年） - 「合併しない町宣言・矢祭町 ～小さな町の大きな実験～」（龍谷大学大学院NPO・地方行政研究コース『分権型社会を拓く自治体の試みとNPOの多様な挑戦─地域社会のリーダーたちの実践とその成果─』第7号第1部）